# 烏扎欽
50°37′32″N 27°45′8″E / 50.62556°N 27.75222°E
烏扎欽（烏克蘭語：Ужачин），是烏克蘭北部的村莊，隸屬日托米爾州的茲維亞赫爾區。該村面積1.9平方公里，海拔高度231米，2001年人口505，人口密度每平方公里266.49人。